# Renato Augusto Santos Júnior
Renato Augusto Santos Júnior, noto semplicemente come Renato (Caieiras, 29 gennaio 1992), è un calciatore brasiliano, centrocampista del Ventforet Kofu.

## Caratteristiche tecniche
È un mediano.

## Carriera

### Club
Cresciuto nelle giovanili del Palmeiras, ha esordito il 21 settembre 2012 con la maglia del Moreirense in un match perso 1-0 contro il Vitória Guimarães.

## Statistiche

### Presenze e reti nei club
Statistiche aggiornate al 24 dicembre 2017.
| Stagione        | Squadra         | Campionato      | Campionato | Campionato | Coppe nazionali | Coppe nazionali | Coppe nazionali | Coppe continentali | Coppe continentali | Coppe continentali | Altre coppe | Altre coppe | Altre coppe | Totale | Totale | Totale |
| Stagione        | Squadra         | Comp            | Pres       | Reti       | Comp            | Pres            | Reti            | Comp               | Pres               | Reti               | Comp        | Pres        | Reti        | Pres   | Reti   |        |
| --------------- | --------------- | --------------- | ---------- | ---------- | --------------- | --------------- | --------------- | ------------------ | ------------------ | ------------------ | ----------- | ----------- | ----------- | ------ | ------ | ------ |
| 2012-2013       | Moreirense      | PL              | 21         | 1          | TP+TL           | 1+5             | 0               |                    | -                  | -                  |             | -           | -           | 27     | 1      |        |
| 2013            | Palmeiras       | B+PAU           | 2+0        | 0          | CB              | 0               | 0               |                    | -                  | -                  |             | -           | -           | 2      | 0      |        |
| 2014            | Palmeiras       | A+PAU           | 25+2       | 1+0        | CB              | 5               | 0               |                    | -                  | -                  |             | -           | -           | 32     | 1      |        |
| 2015            | Palmeiras       | A+PAU           | 0+6        | 0          | CB              | 2               | 0               |                    | -                  | -                  |             | -           | -           | 8      | 0      |        |
| 2015            | Joinville       | A+CAT           | 2+0        | 0          | CB              | 0               | 0               |                    | -                  | -                  |             | -           | -           | 2      | 0      |        |
| 2016            | Ponte Preta     | A+PAU           | 0+6        | 0          | CB              | 1               | 0               |                    | -                  | -                  |             | -           | -           | 7      | 0      |        |
| 2016            | Figueirense     | A+CAT           | 14+0       | 0          | CB              | 0               | 0               | CS                 | 1                  | 0                  |             | -           | -           | 15     | 0      |        |
| 2017            | Santo André     | PAU             | 10         | 0          | CB              | 0               | 0               |                    | -                  | -                  |             | -           | -           | 10     | 0      |        |
| 2017            | Paysandu        | B+PAE           | 27+0       | 0          | CB              | 0               | 0               |                    | -                  | -                  |             | -           | -           | 27     | 0      |        |
| Totale carriera | Totale carriera | Totale carriera | 115        | 2          |                 | 14              | 0               |                    | 1                  | 0                  |             | -           | -           | 129    | 2      |        |

## Palmarès

### Competizioni regionali
- Copa Verde: 1

Paysandu: 2018

### Competizioni nazionali
- Coppa del Brasile: 1

Palmeiras: 2012
- Campionato brasiliano di seconda divisione: 1

Palmeiras: 2013